# Pseudobulbo
El pseudobulbo es un órgano de almacenamiento que deriva de parte de un tallo entre dos nódulos de hojas.
Se aplica a la familia de las Orquídeas (Orchidaceae), específicamente a cierto grupo de Orquídeas epífitas, y puede ser sencillo o compuesto de varios entrenudos con hojas perennes o caducas a todo lo largo.

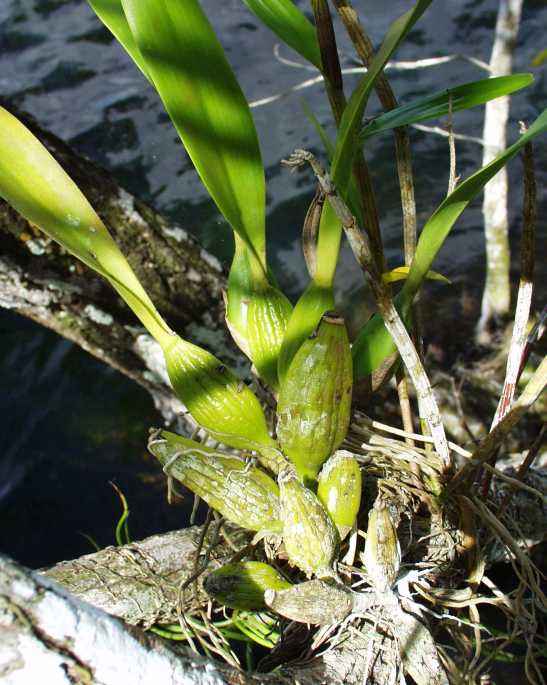
Encyclia chimborazoensis (Orchidaceae), Pseudobulbos viejos y nuevos de los que salen las hojas.

En algunas especies, está fuertemente deshinchado y aparenta ser un tallo normal con muchas hojas. Mientras que por el contrario en algún género tal como Bulbophyllum tienen un pseudobulbo simple y esférico con una hoja en el apéndice.

Si bien son parecidos a cañas (con muchas bifurcaciones) o esféricos (con una o pocas bifurcaciones), todos ellos se producen a partir de un largo tallo rastrero llamado rizoma el cual puede ser rampante o péndulo.

Los pseudobulbos tienen una vida relativamente corta (1-5 años), pero el extremo del rizoma los produce continuamente.

El otro hábito de desarrollo característico de las orquídeas epífitas tropicales se conoce como monopodial.

## Pseudobulbos de la familia de las Orquídeas (Orchidaceae)
- Laelia (1, 2)
- Ada (3)
- Cattleya (4, 5)
- Sobralia (6)
- Thunia (7)
- Bulbophyllum (8)
- Cirrhopetalum (9)
- Dendrobium (10, 11, 12, 13, 14)
- Oncidium, Odontoglossum, Miltonia, Brassia (15)
- Cymbidium (16)
- Stanhopea (17)
- Lycaste (18)
- Catasetum (19)
- Gongora (20)
- Coryanthes (21)]]

- Wikimedia Commons alberga una galería multimedia sobre Pseudobulbos.

- Datos: Q1429620
- Multimedia: Pseudobulbus (Orchidaceae) / Q1429620